# Гольдони, Джорджо
Джорджо Гольдони (итал. Giorgio Goldoni; род. 19 ноября 1954, Модена, Эмилия-Романья) — итальянский волейболист. Участник летних Олимпийских игр 1976 года.

## Биография
Джорджо Гольдони родился 19 ноября 1954 года в итальянском городе Модена.
В 1970—1979 годах играл в волейбол за «Панини» из Модены, в составе которого трижды становился чемпионом Италии (1972, 1974, 1976), а также завоевал Кубок страны в 1979 году. После этого перебрался в «Сантал» из Пармы, с которым стал чемпионом 1982 года. Впоследствии вернулся в «Панини», выиграв в сезоне-1984/85 золото чемпионата и Кубок Италии.
8 апреля 1974 года дебютировал в сборной Италии в товарищеском матче с Финляндией (3:0).
В 1974 году участвовал в чемпионате мира в Мехико, где итальянцы заняли 19-е место.
В 1976 году вошёл в состав сборной Италии по волейболу на летних Олимпийских играх в Монреале, занявшей 8-е место. Провёл 5 матчей, набрал 2 очка в поединке со сборной Бразилии.
После Олимпиады за сборную не выступал, проведя в её составе в 1974—1976 годах 44 матча.